# Vườn quốc gia Bago Bluff
Vườn quốc gia Bago Bluff là một vườn quốc gia ở bang New South Wales, Úc, cách thành phố Sydney 294 km về phía đông bắc.
Vườn quốc gia này có diện tích 40,23 km² và được thành lập ngày 1.1.1999.